# سقز
سقز (بالكردية: سەقز، Seqiz‏) هي مدينة إيرانية تقع في محافظة كردستان. سقز لها تاریخ طویل ویصل تاریخها إلی ما قبل المیلاد.
يبلغ عدد سكانها 131,349 حسب إحصاء عام 2006 م.

## المناخ
يظهر الجدول التالي التغييرات المناخية على مدار السنة لسقز:
| البيانات المناخية لـسقز              | البيانات المناخية لـسقز | البيانات المناخية لـسقز | البيانات المناخية لـسقز | البيانات المناخية لـسقز | البيانات المناخية لـسقز | البيانات المناخية لـسقز | البيانات المناخية لـسقز | البيانات المناخية لـسقز | البيانات المناخية لـسقز | البيانات المناخية لـسقز | البيانات المناخية لـسقز | البيانات المناخية لـسقز | البيانات المناخية لـسقز |
| الشهر                                | يناير                   | فبراير                  | مارس                    | أبريل                   | مايو                    | يونيو                   | يوليو                   | أغسطس                   | سبتمبر                  | أكتوبر                  | نوفمبر                  | ديسمبر                  | المعدل السنوي           |
| ------------------------------------ | ----------------------- | ----------------------- | ----------------------- | ----------------------- | ----------------------- | ----------------------- | ----------------------- | ----------------------- | ----------------------- | ----------------------- | ----------------------- | ----------------------- | ----------------------- |
| الدرجة القصوى °م (°ف)                | 18.2 (64.8)             | 20 (68)                 | 24 (75)                 | 29 (84)                 | 34.4 (93.9)             | 39 (102)                | 43 (109)                | 42 (108)                | 39 (102)                | 32 (90)                 | 26 (79)                 | 22.2 (72.0)             | 43 (109)                |
| متوسط درجة الحرارة الكبرى °م (°ف)    | 2.4 (36.3)              | 4.7 (40.5)              | 11.0 (51.8)             | 17.3 (63.1)             | 23.1 (73.6)             | 29.8 (85.6)             | 34.3 (93.7)             | 34.2 (93.6)             | 29.8 (85.6)             | 22.2 (72.0)             | 13.4 (56.1)             | 6.1 (43.0)              | 19.03 (66.25)           |
| متوسط درجة الحرارة الصغرى °م (°ف)    | −8.1 (17.4)             | −6.7 (19.9)             | −1.2 (29.8)             | 3.6 (38.5)              | 6.6 (43.9)              | 9.5 (49.1)              | 14.0 (57.2)             | 13.4 (56.1)             | 8.3 (46.9)              | 4.4 (39.9)              | −0.3 (31.5)             | −4.6 (23.7)             | 3.24 (37.83)            |
| أدنى درجة حرارة °م (°ف)              | −33 (−27)               | −36 (−33)               | −27.6 (−17.7)           | −9 (16)                 | −5 (23)                 | −0.6 (30.9)             | 3.8 (38.8)              | 4.8 (40.6)              | −0.4 (31.3)             | −7 (19)                 | −24 (−11)               | −32 (−26)               | −36 (−33)               |
| الهطول مم (إنش)                      | 66.6 (2.62)             | 58.7 (2.31)             | 79.5 (3.13)             | 83.6 (3.29)             | 52.0 (2.05)             | 5.8 (0.23)              | 2.9 (0.11)              | 2.5 (0.10)              | 1.4 (0.06)              | 27.8 (1.09)             | 56.9 (2.24)             | 61.7 (2.43)             | 499.4 (19.66)           |
| متوسط أيام هطول الأمطار (≥ 1.0 mm)   | 8.5                     | 8.3                     | 10.0                    | 9.8                     | 7.0                     | 1.2                     | 0.7                     | 0.6                     | 0.5                     | 4.3                     | 6.2                     | 8.1                     | 65.2                    |
| متوسط الرطوبة النسبية (%)            | 73                      | 70                      | 64                      | 58                      | 52                      | 40                      | 35                      | 33                      | 33                      | 47                      | 63                      | 71                      | 53                      |
| ساعات سطوع الشمس الشهرية             | 121.5                   | 142.2                   | 177.4                   | 213.1                   | 287.1                   | 345.1                   | 357.4                   | 344.3                   | 311.1                   | 254.3                   | 174.1                   | 123.4                   | 2٬851                   |
| المصدر: Synoptic Stations Statistics |                         |                         |                         |                         |                         |                         |                         |                         |                         |                         |                         |                         |                         |

## معرض صور من مناطق المختلفة فی سقز
سقز مشهورة بجمال مناظرها الطبیعیة خاصةً في موسم الربیع، إضافةً لهذا فإن لسقز تاريخٌ وآثارٌ عريقة.

## أعلام
- حميد حسني
- مهسا أميني